# Bad Laer
Bad Laer è un comune di 9 140 abitanti, della Bassa Sassonia, in Germania.
Appartiene al circondario (Landkreis) di Osnabrück (targa OS).